# 官立嘉道理爵士中學（西九龍）
官立嘉道理爵士中學（西九龍）（英語：Sir Ellis Kadoorie Secondary School (West Kowloon)），位於九龍大角咀，是香港一所收錄非華語學生為主的官立中學，以南亞裔學生佔多數。
學校前身是由印籍猶太裔商人埃利斯·嘉道理爵士（Sir Ellis Kadoorie）於1891年創辦的「掃桿埔育才書社」（Ellis Kadoorie School For Indians），於1916年由殖民地政府接辦，後於1960年易名為「官立嘉道理爵士學校」（Sir Ellis Kadoorie School），於1980年分成中小學。
校舍位於大角咀西九龍填海區海帆道22號，毗鄰大角嘴天主教小學 (海帆道)及國安公署大樓（興建中），鄰近凱帆軒、浪澄灣及維港灣。與學校有聯繫及收生背景近似的小學為官立嘉道理爵士小學及李鄭屋官立小學。

## 歷史
該校歷史可遠朔至由印籍猶太裔商人埃利斯·嘉道理爵士（Sir Ellis Kadoorie）於1891年撥資開設的一所專為香港印裔學童而設的學校，當時稱為「掃桿埔育才書社」（Ellis Kadoorie School For Indians），位於掃桿埔東院道。這是香港第一所將印地語和烏爾都語納入學校課程的學校。
歷史上，育才書社一共有四所同名學校，分別位於香港、廣州和上海公共租界，位於香港的兩所育才書社為「西營盤育才書社」（Ellis Kadoorie School For Boys）和「掃桿埔育才書社」。當中的掃桿埔育才書社就是今日官立嘉道理爵士中學的前身。

### 政府接辦後
掃桿埔育才書社於1916年由政府接辦，於同年10月16日由港督梅含理爵士主持開幕，校名為「掃桿埔育才書社」，又譯「官立掃桿埔嘉道理學校」（The Ellis Kadoorie School for Indians at So Kon Poo）。
學校在戰後的1946年重開，分為上午校（英文）和下午校（中文），於1960年易名為「官立嘉道理爵士學校」（Sir Ellis Kadoorie School）。下午校於1975年停辦，成為全日制學校，並在1978年將學級延增至中五。官立嘉道理爵士學校於1980年分成「官立嘉道理爵士中學」和「官立嘉道理爵士小學」兩所學校。
2000年初，官立嘉道理爵士中學遷校至西九龍，成為全香港首批九座中學千禧校舍之一。該校學生以尼泊爾籍佔最多數（26%），其次為華人（19%）、巴基斯坦和菲律賓（各15%）等。學校的四社為紅社、黃社、綠社、藍社。而官立嘉道理爵士中學（西九龍）的家長教師會成立於1992年。該會定期舉行家長教師會同樂日。

## 校政管理
歷任校長
|   | 姓名             | 任期           | 備注  |
| - | ---------------- | -------------- | ----- |
| 1 | Dr. Latiffa Khan | 約1990年代初   | [ 5 ] |
| 2 | 彭張怡芬         | 不詳 - 2001年  |       |
| 3 | 謝錫恩           | 2001年－2005年 |       |
| 4 | 馮錦祥           | 2005年－2011年 |       |
| 5 | 李永良           | 2011年－2016年 |       |
| 6 | 楊鄺望霞         | 2016年－2021年 |       |
| 7 | 李東青           | 2021年至今     |       |

歷任副校長
|   | 中文姓名 | 任期 | 備注                         |
| - | -------- | ---- | ---------------------------- |
| 1 | 潘寶娜   | 待考 | 後升任粉嶺官立中學第24任校長 |
| 2 | 黃碧華   | 待考 | [ 12 ]                       |
| 3 | 陳志文   | 待考 | [ 13 ]                       |

## 學校資料

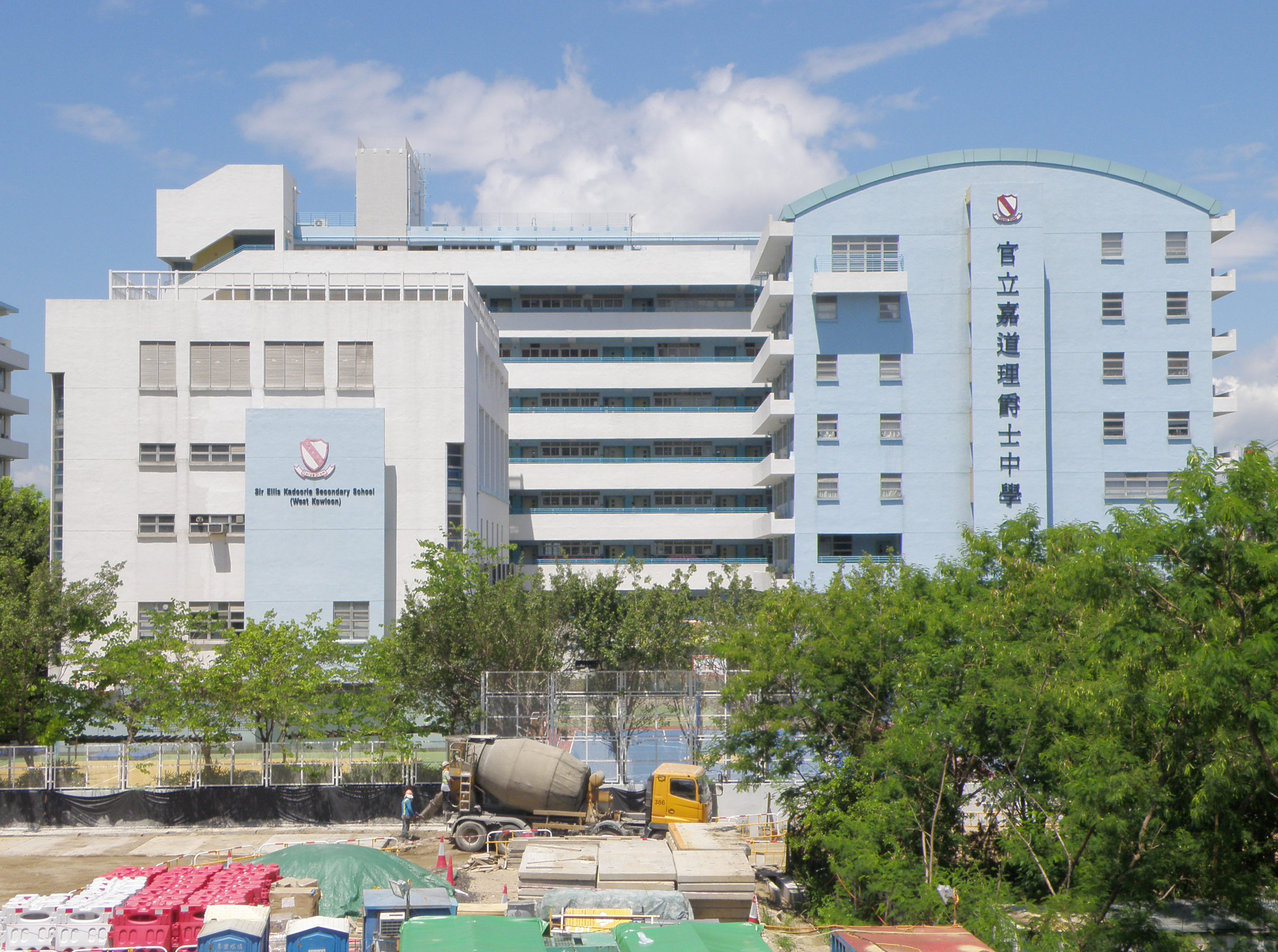
官立嘉道理爵士中學（西九龍）校舍後方

### 校訓
校訓為「惜取寸陰」。拉丁文為，英文意譯為。

## 學校設施
- 30個課室
- 2個綜合科學實驗室
- 物理實驗室
- 化學實驗室
- 生物實驗室
- 地理學科室
- 音樂學科室
- 視覺藝術學科室
- 設計與科技室
- 電腦輔助學習室
- 2個多媒體學習室
- 2個家政室
- 學生活動中心
- 教員室
- 校務處
- 會客室
- 2個輔導室
- 醫療室
- 禮堂（雙層）
- 圖書館
- 小型足球場
- 操場
  - 板球道
  - 2個籃球場
  - 1個排球場
  - 2個更衣室
- 魚池

## 著名/傑出校友
- 聶錦勳：已故前土木工程署及拓展署署長、基督教興學會前主席（1949年中三畢業）[14]
- 喬寶寶：香港著名男演員[15]（1986年中五畢業）
- 霍斌仁：香港足球運動員、現役拿斯派達斯青年體育會球員[16]
- ：前英國保誠保險香港區域總監
- ：香港聯合國教科文組織協會項目顧問、香港泰米爾文化協會主席
- 辛格·哈提汗·比托（Bitto）：香港男演員[17]
- 簡大力：前香港懲教署總懲教主任[18]
- 雷振揚（Andy）：韓團Seven O'Clock成員
- 陳幼堅，MH：香港著名平面及室內設計師
- 黃子雄：香港男藝人

## 外部連結
- 官立嘉道理爵士中學（西九龍）官方網頁（页面存档备份，存于）
- 官立嘉道理爵士中學（西九龍）中學概覽
- 官立嘉道理爵士中學（西九龍）校友會（页面存档备份，存于）